# Аврали
Аврали (чув. Эврел , Авăр ял) — деревня в Мелекесском районе Ульяновской области России. Входит в состав Лебяжинского сельского поселения.

## География
Деревня находится в восточной части Левобережья, в лесостепной зоне, в пределах Низкого Заволжья, к юго-востоку от реки Большой Черемшан, на расстоянии примерно 4 километров (по прямой) к юго-востоку от города Димитровграда, административного центра района. Абсолютная высота — 57 метров над уровнем моря.
Климат
Климат характеризуется как умеренно континентальный, с тёплым летом и умеренно холодной зимой. Средняя температура воздуха самого тёплого месяца (июля) — 20 °C (абсолютный максимум — 39 °C); самого холодного (января) — −13,8 °C (абсолютный минимум — −47 °C). Продолжительность безморозного периода составляет в среднем 131 день. Среднегодовое количество атмосферных осадков составляет 406 мм. Снежный покров образуется в конце ноября и держится в течение 145 дней.
Часовой пояс
Деревня Аврали, как и вся Ульяновская область, находится в часовой зоне МСК+1. Смещение применяемого времени относительно UTC составляет +4:00.

## История
В 1780 году, при создании Симбирского наместничества, деревня Аврали, при речке Большом Аврале, крещеных чуваш, ясашных чуваш, вошла в состав Ставропольского уезда. По названию поселения названа река  Малый Авраль и Большой Авраль. 

## Название
Населенный пункт назван от чувашского названия Авăр ял , диалект Эвĕр ель. В чувашском языке ял, ель, эль, аль, иль, киль, кель - означает поселение, народ, община, семья. Название села Авраль - отназвания реки, который в свою очередь от чувашского Авăр ял диалектное Эвĕр ель - от Авăр - диал. Евĕр - омут, пучина, водоворот, кружиться (о воде в омуте) : тарăн авăр — глубокий омут, авăр вырăн — 1) водоворот, 2) место с омутами 3) авăра пут — утонуть в омуте, 4)пурнăç авăрĕ — перен. водоворот жизни.

## Население
| 1859 | 1889 | 1910 | 2010 |
| ---- | ---- | ---- | ---- |
| 343  | ↗462 | ↗731 | ↘296 |

Национальный состав
Согласно результатам переписи 2002 года, в национальной структуре населения чуваши составляли 72 % из 269 чел., русские — 26 %.